# Erós
Erós (latinsky Amor nebo Cupido, řecky Ἔρως) je bůh lásky a sama láska; syn boha války Area a bohyně lásky a krásy Afrodíty, uctívaný též jako božstvo úrody. Ztělesňuje princip lásky v jakékoli podobě (heterosexuální i homosexuální). Jeho římským ekvivalentem byl Amor. Jako Dionýsos, byl i on někdy zmiňován jako Eleutherios, „osvoboditel“. Podle starších mýtů je Erós zosobnění mocné a vše oživující síly, která se zrodila po počátečním Chaosu.
Podle Hésioda se Erós zrodil současně s matkou země Gaiou. Spojil rozptýlené počátky věcí, z nichž vznikly všechny živé bytosti, bohové, lidé i zvířata.

## Představy o Erótovi

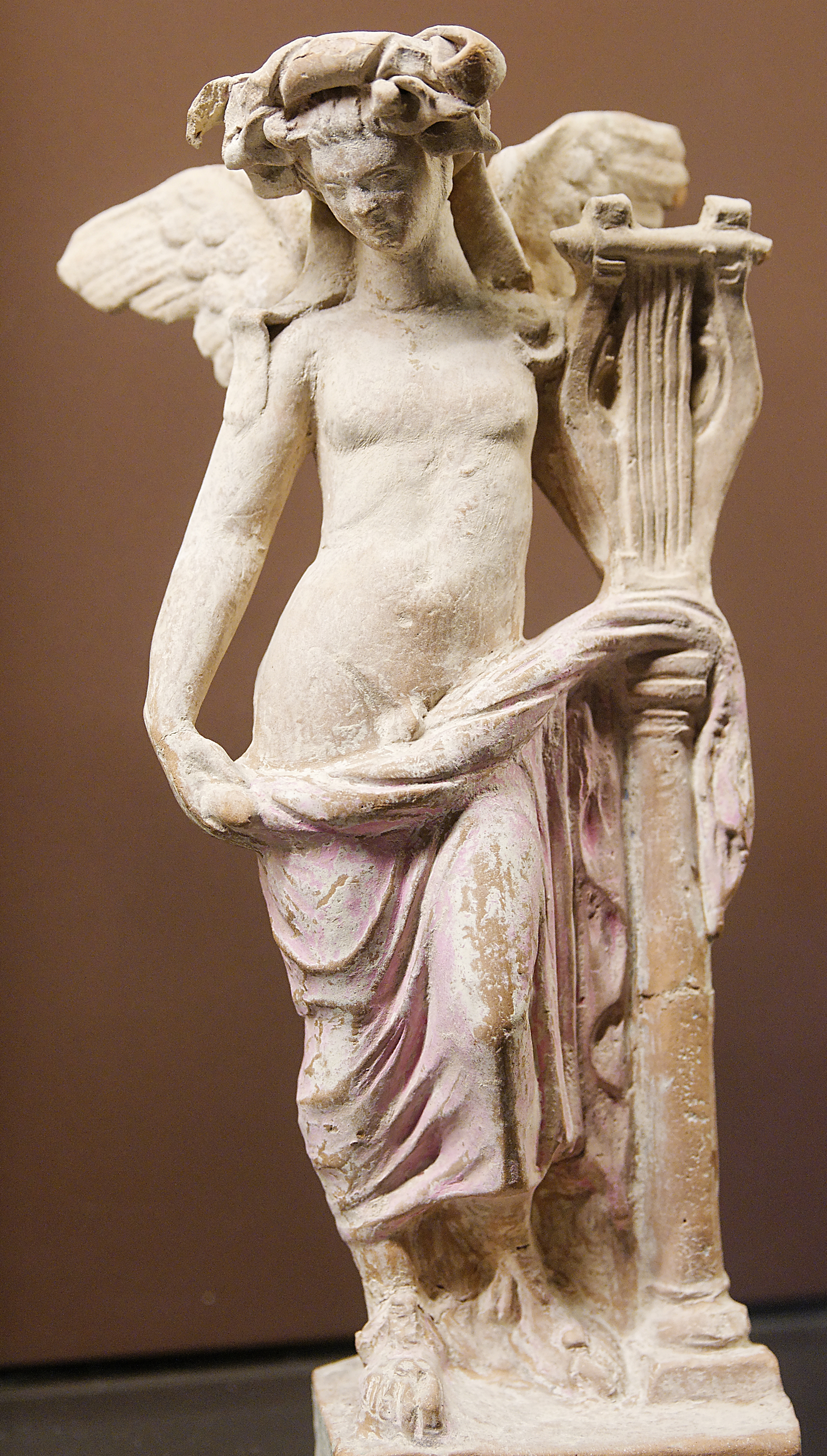
Eros hrající na lyru, Muzeum Louvre

Staří Řekové uznávali dvě koncepce pojmu Erós; v první, podle orfického mýtu o stvoření světa, je primárním božstvem, které nejen ztělesňuje sílu erotické lásky, ale také naléhavý přírodní pud, první záblesk světla zodpovědný za počátek a pořádek všech věcí v kosmu. V Hesiodově spisu Theogonia, nejslavnějším řeckém mýtu o stvoření, Erós se objevil z prvotního Chaosu společně s Gaiou, zemí a Tartarem, podsvětím; podle Aristofanovy hry Ptáci se vylíhl ze stříbrného vejce, sneseného bohyní Noci, které se dvořil Vítr. V Eleusinských mystériích byl uctíván jako Protogonus, prvorozený.
Střídavě, v pozdějším starověku byl Erós uváděn jako syn Afrodíté a buď Area, Herma nebo Héfaista, nebo že jeho rodiči byli Porus a Penia, nebo jindy Iris a Zefyros; tento Erós doprovázel Afrodítu, spojující prvotní sílu lásky a přinášející ji smrtelníkům.
Erós přináší radost i žal, vládne nad vším a všude: vznáší se na zlatých křídlech ozbrojen lukem a šípy. Koho zasáhne svou střelou, ten podlehne lásce. Erós je roztomilý i ukrutný, veselý i potměšilý, lidé po něm touží, opěvují ho i proklínají.
Zeus dobře věděl, že Erós přinese na svět i strádání a věděl i to, že ani on sám jeho střelám neodolá. Chtěl ho hned po narození zahubit, avšak Afrodíté syna ukryla v hlubokém lese a svěřila ho na vychování divokým lvicím.

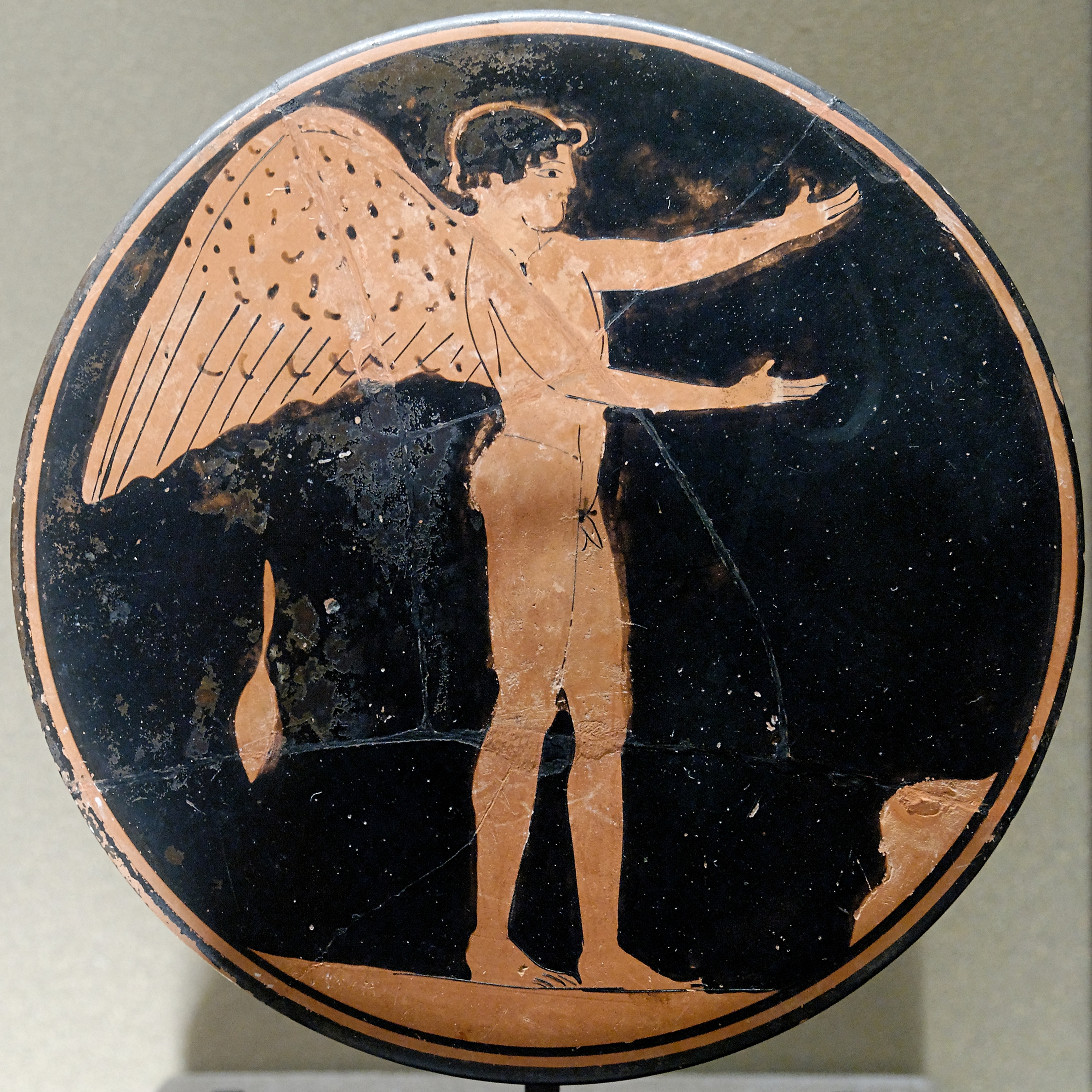
Erós, červená cívka z Atiky, cca 470–450 př. n. l.

Když vyrostl, vrátil se ke své matce na Olymp a všichni bohové ho pro jeho krásu a půvab přivítali. Stal se Afrodítiným pomocníkem a měl stále tolik práce, že si přibral za pomocníky Erótky čili Amorky. Prý byli jeho bratry, mezi nimi také Anterós („Protiláska“); zmínky o něm se vyskytují až v poměrně pozdních bájích.
V umění byl Erós obvykle zobrazovaný jako nahý okřídlený chlapec nebo jako dítě (ačkoli tato představa je svázána více s Amorem z římského náboženství, u Řeků byl spíše mladíkem) se svým lukem a šípy v ruce. Používal dva druhy šípů: jeden zlatý s křidélky z holubích per, který způsoboval okamžitou lásku; jiný s křidélky ze sovích per, který vyvolával lhostejnost. Básnířka Sapfó ho popsala jako „sladkobolný“ a „krutý“ ke svým obětem; byl také nesvědomitý, rozpustilý a charismatický. V orfickém mýtu o stvoření světa ho nazývali také Fanes. Erós-Fanes tu byl popsán jako hermafrodit, který stvořil zemi, oblohu, slunce a zemi. Měl údajně čtyři hlavy a řval někdy jako lev, bučel jako býk, syčel jako had nebo bečel jako beran. Občas byl také zobrazován jako slepec nebo se zavázanýma očima.
V raném Řecku nebylo uctívání Eróta obvyklé, ale postupem doby se stalo rozšířeným. Byl náruživě uctíván v kultu úrodnosti v Thespiaei a hrál také důležitou roli při Eleusinských mystériích. V Athénách sdílel velmi oblíbený kult společně s Afrodítou a každý čtvrtý den v měsíci byl zasvěcen právě jemu. V některých částech starověkého Řecka byl uctíván jako bůh pederastie (např. na Krétě, v Thébách a ve Spartě), jinde byl jeho kult bisexuální (např. v Tróji a Lakónii).
V moderní době je Erós oslavován na Erótův den, svátek oslavy lásky a sexuality, který připadá na 22. ledna, kdy je planetka Eros nejblíže Zemi.

## Mýty spojené s Erótem

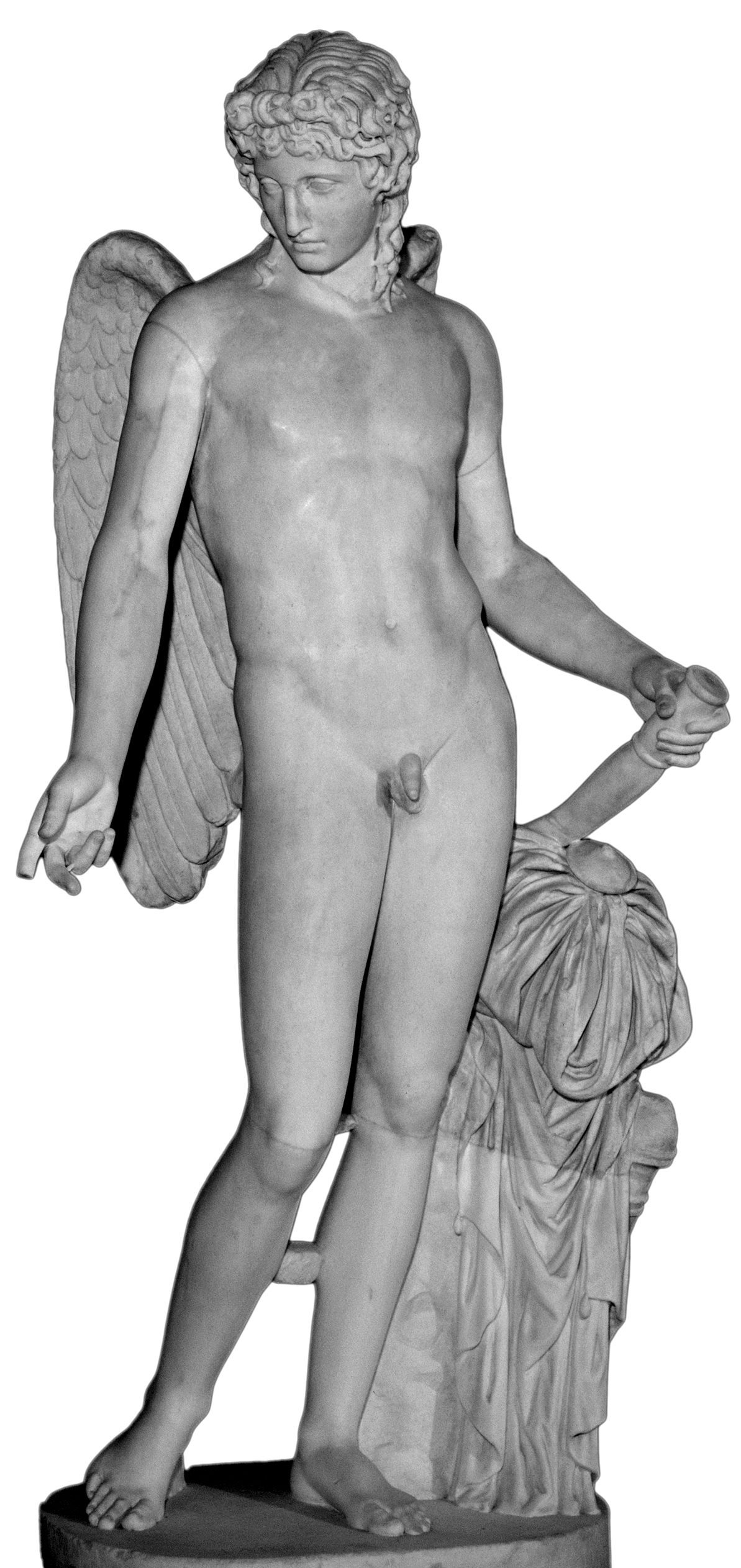
Erótova socha z naleziště v Pompejích

Sám Erós je proti lásce také bezmocný (pokud mu nepomohl Anterós). Mýty uvádějí několik jeho milostných historek.
Jedním ze známých mýtů je příběh Eróta a Apollóna, který si z Eróta tropil posměšky ohledně jeho střelby ze zlatého luku. Erót za to způsobil svou střelou, že se Apollón zamiloval do nymfy Dafné, dcery Ládóna, která však Apollónem opovrhovala. I to měl na svědomí Erót, který ji zasáhl pro změnu šípem, který lásku zabíjel. Dafné v hrůze před Apollónem, který byl přitom nejkrásnějším z bohů, požádala svého otce o změnu podoby a ten jí vyhověl. Změnil Dafné ve vavřínový strom, jehož listy si pak Apollón zdobil hlavu na paměť své první lásky.
Příběh Eróta a Psyché má dlouholetou tradici jako lidový příběh starověkého řecko-římského světa dávno předtím, než byl publikován; prvním byl Apuleius ve své novele Zlatý osel. Novela je sama napsána v římském pikareskním stylu, i když Psyché a Afrodité si udržují řecké znaky. Je to pouze Erós, jehož role pocházela z jeho úlohy v římském panteonu.
Tento příběh je pouze odbočkou a strukturální paralelou k hlavní dějové linii Apuleiovy novely a je vypravován pro obveselení nějakou stařenou dívce zajaté lupiči. Vypravuje se v něm o lásce plné protivenství mezi Erótem a Psyché, jejíž jméno je obtížně přeložitelné, snad může být míněna „duše“, „mysl“, nebo spíše oboje. Psyché byla natolik krásná, že její krása pobouřila i bohyni krásy Afrodité, protože lidé kvůli ní opouštěli její oltář a uctívali místo toho tuto smrtelnici. Afrodité proto nařídila svému synu Erótovi, aby ji zranil šípem lásky k nejhoršímu muži na světě. Erós se však místo toho zamiloval do Psyché sám a nechal ji unést do svého sídla, kde se s ní každou noc za tmy scházel. Jejich klid a mír je však narušen závistivými sestrami Psyché, které způsobí, že se Psyché pokusila zjistit jeho pravou podobu. Erós, popálený olejem z lampy, pomocí které se ho Psyché snažila poznat, od ní odletí a Psyché se ho snaží hledat po celém světě. Pokud chce Psyché získat svou lásku zpět, musí splnit tři úkoly, přičemž jeden z nich ji zavede až do podsvětí. Úkoly se jí podaří splnit a nakonec se smíří se svou tchyní a je přijata do panteonu bohů jako nesmrtelná Erótova manželka. Výsledkem lásky Eróta a Psyché pak byla jejich dcera, pojmenovaná Hédoné, neboli Rozkoš.
Návštěva a návrat Psyché z podsvětí z ní udělalo symbol věrnosti, podobně jako byli Dionýsos a Persefona. Stala se objektem některých náboženských mysterií a byla občas zmiňována s populárními Eleusinskými mysterii.
Někteří lidé věří, že tento příběh vypravuje o tom, že láska přichází tehdy, když člověk v touze (Erós) sní spíše o duši (Psyché) svého protějšku, než aby toužil po jeho těle. Dva mohou nalézt lásku, ale ještě snadněji ji mohou ztratit kvůli nedůvěře.

## Erós v umění
Erós byl častým námětem uměleckých děl. např.:
- socha Erós Centocellský (nalezena v osadě stejného jména u Říma a je snad dílem Praxitelova otce Kéfísódota)
- stejně proslulý je Erós Kapitolský, považovaný za kopii Lýsippovy sochy
- Erós přiřezávající luk, slavná Praxitelova socha, z níž se zachovaly jen kopie

Z novodobých sochařů jsou to:
- Amor vyřezávající luk od E.Bouchardona (z let 1747–1750)
- Amor s motýlem od A.D.Chaudeta (z roku 1802)
- Amor od M. I. Kozlovského (kolem r. 1790)
- nevelkou sošku Erós od A. Gilberta může vidět největší počet lidí uprostřed londýnského náměstí Picadilly

Malířských vyobrazení Eróta se prakticky nelze dopočítat.
Mezi nejznámější z nich patří:
- Venuše s Amorem od Tiziana (kolem roku 1550) ve florentské Galerii Uffizi
- Kupidova výchova dokončená D. Mazzou po roce 1599
- Venuše s Kupidem od Alessandra Alloriho v Muzeu Fabre v Montpellier
- Kupidův trest, namalovaný okolo roku 1610 Manfredim (Umělecký ústav v Chicagu)
- Spící Kupido od Caravaggia z roku 1600 v Palatinské galerii ve Florencii
- Venuše s Amorky v madridském Pradu od Rubense z let 1630 – 1640.
- Chycený Kupid od Bouchera z doby kolem roku 1754 (Wallaceova sbírka v Londýně)
- Spící Amorové, které umělecky ztvárnil kolem roku 1766 Fragonard (Wallaceova sbírka v Londýně)
- Amor a Psyché od Gérarda z roku 1795 (Louvre v Paříži)
- Vítězný Amor od Gentileschiho z počátku 17. století (Obrazárna Pražského hradu)
- Amorova snídaně od Mánesa z roku 1850 (Obrazárna Pražského hradu)
- Venuše, Kupido, Bacchus a Pomona, Godfried Schalcken, 1643, Haag (Národní Galerie v Praze)